# حسن بن محمد أمحزون
حسن بن محمد أمحزون المعروف بلقب "الباشا حسن»، هو ابن موحا أوحمو الزياني، أصبح باشا خنيفرة بعد خضوعه وخضوع إخوته أمحروك وبوعزة، للجنرال الفرنسي جوزيف فرانسوا بويميراو في 2 يونيو 1920، يعكس هذا التحول صدى تعاون باشا مراكش التهامي الكلاوي مع الفرنسيين، لكن هذه المرة في الأطلس المتوسط. لعب هذان الباشاوات دورًا مهمًا في عملية إخضاع القبائل الأمازيغية المعادية للاستعمار.
بعد إنشاء نظام الحماية بالمغرب، ظهرت طبقة جديدة من ملاك الأراضي(1) كمكافأة لهم على تعاونهم مع المستوطنين على حساب السكان الرافضين للخضوع. سُرقت الأراضي من قبائل معادية للتدخل الفرنسي.

## سيرته
الباشا حسن أمحزون هو ابن موحا أوحمو الزياني بن موحا أوعقا من مواليد خنيفرة، يعتبر شخصية مميزة بين أبناء موحا أو حمو، شكل استسلامه للجنرال الفرنسي جوزيف فرانسوا بويميراو يوم 2 يونيو 1920، نصرا كبيرا للمستوطنين الفرنسيين من أجل تعزيز وجودهم في منطقة استراتيجية كان سكانها معاديين لأي وجود أجنبي، حتى وجود المخزن المغربي، الذي يمثله عدة أشخاص، كانت آلة الحرب الاستعمارية قادرة على فرض نفسها على أراضي قبائل زيان. لقد اختار الباشا حسن الانضمام إلى الجانب الفرنسي، على عكس والده الرافض للخضوع والذي سئم من تخلي أبنائه عنه حتى وفاته المأساوية التي تذكر بالملكة الأمازيغية الكاهنة ديهيا، على حد قول موريس لوكلاي في كتابه «طريق الحرب والحب» (بالفرنسية: Le sentier de la guerre et de l'amour).

## رمز للإقطاع
عين باشا على رأس شبكة من القادة شكلها إخوته وأفراد آخرون من عائلته (بوعزة، بعدي، أمحروك، إبراهيم، مولاي أحمد، وغيرهم)، منحته وظيفة الباشوية كل الامتيازات والمزايا. لقد كان شخصية مرموقة في قبائل زيان وكانت له سلطة كبيرة مكنته من نهب الأراضي الشاسعة، حوالي 50000 هكتار مأخوذة من الزيانيين الذين رفضوا الخضوع لفرنسا، وهكذا انضم الباشا حسن إلى القادة الرئيسيين للإقطاعية المغربية مثل لباشا الكلاوي والقايد العيادي.

## التشريفات والأوسمة
- وسام جوقة الشرف (1925)
- وسام جوقة الشرف من درجة ضابط كبير (1919)
- وسام الحرب 1918-1914

## الهوامش
- 1 : مثل الباشا حسن وعائلة إمحزان في خنيفرة بمساحة 50 ألف هكتار، والكلاوي بمراكش بمساحة 150 ألف هكتار.